# Uniwersytet Techniczny w Ostrawie
Uniwersytet Techniczny w Ostrawie, Politechnika Ostrawska, Wyższa Szkoła Górnicza – Uniwersytet Techniczny w Ostrawie (cz. Vysoká škola báňská – Technická univerzita Ostrava) – czeska uczelnia publiczna w Ostrawie. Została założona w 1849 roku.
W 2020 roku funkcję rektora pełnił Václav Snášel